# Гільда Меландер
Гільда Меландер (швед. Hilda Melander; нар. 1 грудня 1991) — колишня шведська тенісистка.
Найвищу одиночну позицію світового рейтингу — 311 місце досягла 8 вересня 2014, парну — 224 місце — 10 листопада 2014 року.
Здобула 3 одиночні та 9 парних титулів.

## Фінали ITF

### Одиночний розряд (3–4)
| Легенда         |
| --------------- |
| турніри $25,000 |
| турніри $15,000 |
| турніри $10,000 |

| Фінали за покриттям |
| ------------------- |
| Тверде (0–0)        |
| Ґрунт (3–4)         |
| Килим (0–0)         |

| Результат | Ранг | Дата           | Турнір                    | Покриття | Суперниця            | Рахунок       |
| --------- | ---- | -------------- | ------------------------- | -------- | -------------------- | ------------- |
| Поразка   | 1.   | 21 травня 2011 | Бостад, Швеція            | Ґрунт    | Юліана Лісарасо      | 2–6, 6–3, 2–6 |
| Поразка   | 2.   | 12 червня 2011 | Алмере, Нідерланди        | Ґрунт    | Анна Коженяк         | 2–6, 5–7      |
| Перемога  | 1.   | 21 серпня 2011 | П'єштяни, Словаччина      | Ґрунт    | Деніса Аллертова     | 6–3, 6–3      |
| Поразка   | 3.   | 2 жовтня 2011  | Анталія, Туреччина        | Ґрунт    | Зузана Залабська     | 1–6, 6–7(6–8) |
| Поразка   | 4.   | 25 січня 2013  | Ліма, Перу                | Ґрунт    | Марія Фернанда Алвеш | 2–6, 2–6      |
| Перемога  | 2.   | 17 серпня 2013 | Інсбрук, Австрія          | Ґрунт    | Тена Лукас           | 6–2, 6–3      |
| Перемога  | 3.   | 24 серпня 2014 | Wanfercée-Baulet, Бельгія | Ґрунт    | Софі Оєн             | 3–6, 6–3, 6–2 |

### Парний розряд (9–8)
| Легенда         |
| --------------- |
| турніри $25,000 |
| турніри $15,000 |
| турніри $10,000 |

| Фінали за покриттям |
| ------------------- |
| Тверде (5–2)        |
| Ґрунт (4–6)         |
| Килим (0–0)         |

| Результат | Ранг | Дата             | Турнір                    | Покриття   | Партнерка            | Суперниці                             | Рахунок          |
| --------- | ---- | ---------------- | ------------------------- | ---------- | -------------------- | ------------------------------------- | ---------------- |
| Поразка   | 1.   | 20 травня 2011   | Бостад, Швеція            | Ґрунт      | Пауліна Мілосавлєвіч | Ольга Брозда Наталія Колат            | 3–6, 1–6         |
| Поразка   | 2.   | 6 серпня 2011    | Savitaipale, Фінляндія    | Ґрунт      | Пауліна Мілосавлєвіч | Ксенія Кириллова Анастасія Вовк       | 4–6, 6–7(6–8)    |
| Перемога  | 1.   | 7 квітня 2012    | Шибеник (місто), Хорватія | Ґрунт      | Софія Ковалець       | Василіса Булгакова Анне Шефер         | 2–1 ret.         |
| Поразка   | 3.   | 11 травня 2012   | Бостад, Швеція            | Ґрунт      | Пауліна Мілосавлєвіч | Сандра Рома Евелійна Віртанен         | 2–6, 6–3, [7–10] |
| Перемога  | 2.   | 3 листопада 2012 | Стокгольм, Швеція         | Тверде (i) | Пауліна Мілосавлєвіч | Каролін Даніелс Лаура Шедер           | 6–2, 6–1         |
| Перемога  | 3.   | 23 березня 2013  | Сандерленд, Англія        | Тверде (i) | Сандра Рома          | Емі Боутелл Люсі Браун                | 6–0, 6–3         |
| Перемога  | 4.   | 28 липня 2013    | Горб-ам-Неккар, Німеччина | Ґрунт      | Тетяна Котельникова  | Каролін Даніелс Лаура Шедер           | 6–3, 6–3         |
| Перемога  | 5.   | 16 серпня 2013   | Інсбрук, Австрія          | Ґрунт      | Лусі Браун           | Настя Колар Полона Ребершак           | 3–6, 6–3, [10–7] |
| Поразка   | 4.   | 6 грудня 2013    | Мерида (Юкатан), Мексика  | Тверде     | Ребекка Петерсон     | Сюй Цзеюй Марія Ірігоєн               | 4–6, 7–5, [6–10] |
| Перемога  | 6.   | 20 грудня 2013   | Мерида, Мексика           | Тверде     | Барбара Бонич        | Дія Евтімова Сюй Цзеюй                | 6–3, 7–5         |
| Перемога  | 7.   | 11 квітня 2014   | Глостер, Англія           | Тверде (i) | Лусі Браун           | Сара Бет Аск'ю Кейті Данн             | 7–5, 6–3         |
| Поразка   | 5.   | 4 липня 2014     | Торунь, Польща            | Ґрунт      | Шанталь Шкамлова     | Мартіна Борецька Мартіна Кубічикова   | 6–7(4–7), 2–6    |
| Перемога  | 8.   | 27 липня 2014    | Горб, Німеччина           | Ґрунт      | Барбора Штефкова     | Каролін Даніелс Лаура Шедер           | 6–4, 6–1         |
| Поразка   | 6.   | 3 серпня 2014    | Бад-Заульгау, Німеччина   | Ґрунт      | Ребекка Петерсон     | Дьяна Бузян Арабела Фернандес Рабенер | 5–7, 3–6         |
| Поразка   | 7.   | 30 серпня 2014   | Fleurus, Бельгія          | Ґрунт      | Марина Мельникова    | Аранча Рус Демі Схюрс                 | 4–6, 1–6         |
| Перемога  | 9.   | 31 жовтня 2015   | Стокгольм, Швеція         | Тверде (i) | Корнелія Лістер      | Ксенія Гайдаржи Анетте Мунозова       | 6–4, 6–3         |
| Поразка   | 8.   | 5 листопада 2016 | Стокгольм, Швеція         | Тверде (i) | Пауліна Мілосавлєвіч | Корнелія Лістер Анастасія Шошина      | 6–7(3–7), 2–6    |